# Cavendishia arizonensis
Cavendishia arizonensis är en ljungväxtart som beskrevs av J.L. Luteyn. Cavendishia arizonensis ingår i släktet Cavendishia och familjen ljungväxter. Inga underarter finns listade i Catalogue of Life.